# Synthopsis regia
Synthopsis regia är en snäckart som beskrevs av B.A. Marshall 1978. Synthopsis regia ingår i släktet Synthopsis och familjen Cerithiopsidae. Inga underarter finns listade i Catalogue of Life.